# Oxatjärnen, Västergötland
Oxatjärnen är en sjö i Marks kommun i Västergötland och ingår i Rolfsåns huvudavrinningsområde.